# Championnat d'Indonésie de football 1998-1999
Navigation
Saison précédente Saison suivante
La saison 1998-1999 du Championnat d'Indonésie de football est la cinquième édition du championnat de première division en Indonésie. La Premier Division regroupe vingt-huit équipes et se déroule en plusieurs phases :
- les clubs sont répartis en cinq poules géographiques et s'affrontent deux fois, à domicile et à l'extérieur. Les deux premiers de chaque groupe se qualifient pour le deuxième tour, le dernier participe au barrage de relégation.
- les dix qualifiés sont répartis en deux groupes de cinq et s'affrontent une seule fois. Les deux premiers obtiennent leur billet pour la phase finale.
- la phase finale est jouée sous forme de matchs à élimination directe (demi-finales et finale).

C'est le club de PSIS Semarang qui remporte le championnat cette saison après avoir battu en finale Persebaya Surabaya. C'est le tout premier titre de champion d'Indonésie de l'histoire du club.
Avant le début de la compétition, quatre équipes déclarent forfait pour des raisons internes. Il s'agit des clubs d'Arseto Solo, Mitra Surabaya, Bandung Raya et PSB Bogor. 

## Les clubs participants
- Pelita Jaya
- Persib Bandung
- Medan Jaya
- Semen Padang
- Persiraja Banda Aceh
- Persita Tangerang
- PSMS Medan
- Persikota Tangerang
- PSIM Jogjakarta
- Persija Jakarta
- PSBL Bangar Lampung
- Persikabo Bogor
- Persikab Bandung
- PSP Padang
- Petrokimia Putra
- Pupuk Kaltim
- Barito Putra
- Gelora Dewata
- Arema Malang
- Persipura Jayapura
- Persebaya Surabaya
- PSM Makassar
- Putra Samarinda
- Persema Malang
- PSIS Semarang
- PSDS Deli Serdang
- Persiba Balikpapan
- Persma Manado

## Compétition
Le barème utilisé pour établir l'ensemble des classements est le suivant :
- Victoire : 3 points
- Match nul : 1 point
- Défaite : 0 point

### Première phase

#### Région Ouest
| Rang | Équipe               | Pts | J  | G | N | P | Bp | Bc | Diff |
| ---- | -------------------- | --- | -- | - | - | - | -- | -- | ---- |
| 1    | PSMS Medan           | 20  | 10 | 6 | 2 | 2 | 17 | 14 | +3   |
| 2    | Semen Padang         | 18  | 10 | 5 | 3 | 2 | 16 | 8  | +8   |
| 3    | PSDS Deli Serdang    | 16  | 10 | 4 | 4 | 2 | 17 | 11 | +6   |
| 4    | Medan Jaya           | 11  | 10 | 3 | 2 | 5 | 6  | 14 | -8   |
| 5    | PSP Padang           | 8   | 10 | 1 | 5 | 4 | 10 | 11 | -1   |
| 6    | Persiraja Banda Aceh | 4   | 10 | 1 | 4 | 5 | 8  | 16 | -8   |

| Rang | Équipe              | Pts | J | G | N | P | Bp | Bc | Diff |
| ---- | ------------------- | --- | - | - | - | - | -- | -- | ---- |
| 1    | Persija Jakarta     | 15  | 8 | 4 | 3 | 1 | 13 | 4  | +9   |
| 2    | Petrokimia Putra    | 13  | 8 | 3 | 4 | 1 | 13 | 15 | -2   |
| 3    | Persib Bandung      | 10  | 8 | 3 | 1 | 4 | 9  | 10 | -1   |
| 4    | PSBL Bandar Lampung | 7   | 8 | 1 | 4 | 3 | 9  | 10 | -1   |
| 5    | Persita Tangerang   | 7   | 8 | 1 | 4 | 3 | 9  | 14 | -5   |

#### Groupe Central
| Rang | Équipe              | Pts | J  | G | N | P | Bp | Bc | Diff |
| ---- | ------------------- | --- | -- | - | - | - | -- | -- | ---- |
| 1    | Persikota Tangerang | 20  | 10 | 6 | 2 | 2 | 14 | 7  | +7   |
| 2    | Pelita Jaya         | 20  | 10 | 6 | 2 | 3 | 14 | 8  | +6   |
| 3    | Arema Malang        | 15  | 10 | 4 | 3 | 3 | 10 | 6  | +4   |
| 4    | Persikab Bandung    | 10  | 10 | 3 | 4 | 3 | 9  | 12 | -3   |
| 5    | PSIM Jogjakarta     | 8   | 10 | 2 | 2 | 6 | 7  | 11 | -4   |
| 6    | Persikabo Bogor     | 6   | 10 | 1 | 3 | 6 | 8  | 18 | -10  |

| Rang | Équipe             | Pts | J | G | N | P | Bp | Bc | Diff |
| ---- | ------------------ | --- | - | - | - | - | -- | -- | ---- |
| 1    | Persebaya Surabaya | 17  | 8 | 5 | 2 | 1 | 13 | 5  | +8   |
| 2    | PSIS Semarang      | 11  | 8 | 3 | 2 | 3 | 10 | 7  | +3   |
| 3    | Barito Putra       | 10  | 8 | 3 | 1 | 4 | 8  | 10 | -2   |
| 4    | Persema Malang     | 9   | 8 | 2 | 3 | 3 | 10 | 13 | -3   |
| 5    | Gelora Dewata      | 8   | 8 | 2 | 2 | 4 | 7  | 13 | -6   |

#### Groupe Est
| Rang | Équipe             | Pts | J  | G | N | P | Bp | Bc | Diff |
| ---- | ------------------ | --- | -- | - | - | - | -- | -- | ---- |
| 1    | Pupuk Kaltim       | 17  | 10 | 5 | 2 | 3 | 11 | 9  | +2   |
| 2    | PSM Makassar       | 16  | 10 | 5 | 1 | 4 | 13 | 11 | +2   |
| 3    | Persma Manado      | 16  | 10 | 5 | 1 | 4 | 13 | 12 | +1   |
| 4    | Putra Samarinda    | 12  | 10 | 4 | 0 | 6 | 14 | 15 | -1   |
| 5    | Persipura Jayapura | 12  | 10 | 3 | 3 | 4 | 15 | 16 | -1   |
| 6    | Persiba Balikpapan | 12  | 10 | 3 | 3 | 4 | 10 | 13 | -3   |

### Barrage de relégation
Quatre des cinq équipes ayant terminé à la dernière place des poules s'affrontent en matchs aller-retour pour connaître les deux clubs qui se maintiennent parmi l'élite. La cinquième équipe, Persiba Balikpapan, est directement reléguée sans pouvoir passer par les barrages.
| Équipe 1          | Résultat | Équipe 2             | Aller | Retour |
| ----------------- | -------- | -------------------- | ----- | ------ |
| Persita Tangerang | 4 - 4e   | Persiraja Banda Aceh | 4 - 1 | 0 - 3  |
| Gelora Dewata     | 7 - 6    | Persikabo Bogor      | 5 - 1 | 2 - 4  |

### Seconde phase
| Rang | Équipe              | Pts | J | G | N | P | Bp | Bc | Diff |
| ---- | ------------------- | --- | - | - | - | - | -- | -- | ---- |
| 1    | Persebaya Surabaya  | 10  | 4 | 3 | 1 | 0 | 9  | 3  | +6   |
| 2    | PSIS Semarang       | 7   | 4 | 2 | 1 | 1 | 6  | 6  | 0    |
| 3    | Semen Padang        | 6   | 4 | 1 | 3 | 0 | 10 | 5  | +5   |
| 4    | Persikota Tangerang | 2   | 4 | 0 | 2 | 2 | 3  | 5  | -2   |
| 5    | Petrokimia Putra    | 1   | 4 | 0 | 1 | 3 | 2  | 11 | -9   |

| Rang | Équipe          | Pts | J | G | N | P | Bp | Bc | Diff |
| ---- | --------------- | --- | - | - | - | - | -- | -- | ---- |
| 1    | Persija Jakarta | 8   | 4 | 2 | 2 | 0 | 6  | 4  | +2   |
| 2    | PSMS Medan      | 6   | 4 | 1 | 3 | 0 | 3  | 2  | +1   |
| 3    | Pelita Jaya     | 5   | 4 | 1 | 2 | 1 | 4  | 2  | +2   |
| 4    | Pupuk Kaltim    | 4   | 4 | 1 | 1 | 2 | 3  | 6  | -3   |
| 5    | PSM Makassar    | 2   | 4 | 0 | 2 | 2 | 1  | 3  | -2   |

### Phase finale

#### Demi-finales
| Équipe 1           | Résultat      | Équipe 2      |
| ------------------ | ------------- | ------------- |
| Persebaya Surabaya | 1 - 1 4-2 tab | PSMS Medan    |
| Persija Jakarta    | 0 - 1         | PSIS Semarang |

#### Finale
| 9 avril 1999 | Persebaya Surabaya | 0 - 1 | PSIS Semarang | Klabat Stadium, Manado                      |                                             |
|              |                    |       | Tuiyo 89e     | Spectateurs : 30 000 Arbitrage : M.Sudrajat | Spectateurs : 30 000 Arbitrage : M.Sudrajat |

## Bilan de la saison
| Championnat d'Indonésie de football 1998-1999 |                           |
| Champion                                      | PSIS Semarang (1er titre) |
| Coupes et trophées                            |                           |
| Vainqueur de la Coupe d'Indonésie 1998-1999   | Non disputée              |
| Qualifications continentales                  |                           |
| Coupe d'Asie des clubs champions 1999-2000    | PSIS Semarang             |
| Coupe des Coupes 1999-2000                    | Persebaya Surabaya        |
| Promotions et relégations                     |                           |
| Promus en Premier Division                    | PSPS Pekanbaru            |
| Promus en Premier Division                    | Indocement Cerebon        |
| Promus en Premier Division                    | Persijatim Jakarta        |
| Relégués en Second Division                   | Persiba Balikpapan        |
| Relégués en Second Division                   | Persita Tangerang         |
| Relégués en Second Division                   | Persikabo Bogor           |